# Club Balonmano Benidorm
Maillots
Le BM Servigroup Benidorm est un club de handball, situé à Benidorm en Espagne, évoluant en Liga ASOBAL.

## Histoire
Le CB Benidorm a été fondé en 1994.
Au cours de son histoire, le club accéda de division en division jusqu'à ce qu'il arrive en División de Honor Plata (division 2) en 2013 mais ni resta qu'un an puisqu'après une quatrième place, synonyme de qualification pour les Play-offs où le club dû affronter l'Amenabar Zarautz KE qu'il battu 26 à 22 et accède ainsi en finale de ces Play-offs où Benidorm se défit de justesse du BM Alcobendas avec un 25 à 26, et est ainsi vainqueur de ces Play-offs et, donc évolua en Liga ASOBAL lors de la saison 2014/2015, le haut niveau du handball espagnol que le club atteignit en dix ans d'existence.

## Effectif 2019-2020
| N° | Poste | Nom                | Date de naissance          | Taille | Arrivée | Club précédent      | Sélection |
| -- | ----- | ------------------ | -------------------------- | ------ | ------- | ------------------- | --------- |
| 1  | GB    | Roberto Rodríguez  | 19 juillet 2000 (19 ans)   | 1,87 m | 2019    | CB Ciudad Real      | -         |
| 62 | GB    | Leonardo Terçariol | 14 avril 1987 (32 ans)     | 1,93 m | 2018    | JS Cherbourg        | Brésil    |
| 14 | ALG   | Mario Dorado       | 21 novembre 1998 (21 ans)  | 1,93 m | 2019    | CB Antequera        | -         |
| 77 | ALG   | Josep Folqués      | 8 avril 1996 (23 ans)      | 1,96 m | 2019    | CB Puerto Sagunto   | -         |
| 2  | ALD   | Álvaro Cabanas     | 22 avril 1990 (29 ans)     | 1,81 m | 2018    | CB Granollers       | Espagne   |
| 21 | ALD   | Diego Rueda        | 1999 (20 ans)              | 1,82 m | 2019    | CB Leganés          | -         |
| 6  | DC    | Borja Méndez       | 2 septembre 1996 (23 ans)  | 1,83 m | 2019    | Helvetia Anaitasuna | -         |
| 11 | DC    | Jules Lignières    | 1998 (21 ans)              | 1,78 m | 2019    | ASB Rezé            | -         |
| 4  | ARG   | Pablo Simonet      | 4 mai 1992 (27 ans)        | 1,84 m | 2016    | US Ivry             | Argentine |
| 9  | ARG   | James Parker       | 9 juin 1994 (25 ans)       | 1,86 m | 2019    | CB Ciudad Real      | -         |
| 15 | ARG   | Carlos Grau        | 27 novembre 1986 (33 ans)  | 1,91 m | 2014    | CB Puerto Sagunto   | -         |
| 20 | ARG   | Adrián Nolasco     | 24 mai 1993 (26 ans)       | 1,93 m | 2019    | BM Ciudad Encantada | -         |
| 5  | ARD   | Ángel Noris        | 24 février 1992 (27 ans)   | 1,87 m | 2017    | SC Horta            | Cuba      |
| 29 | ARD   | Alejandro Cutanda  | 1990 (29 ans)              | 1,83 m | 2019    | CB Sant Joan        | -         |
| 69 | ARD   | Jorge Paván        | 29 septembre 1981 (38 ans) | 1,94 m | 2017    | Al-Rayyan SC        | Cuba      |
| 3  | PVT   | Gonzalo Porras     | 18 juin 1992 (27 ans)      | 1,91 m | 2018    | CB Granollers       | -         |
| 8  | PVT   | José Oliver        | 2 janvier 1996 (23 ans)    | 1,96 m | 2019    | CB Torrelavega      | -         |
| 27 | PVT   | Luisma Lorasque    | 1985 (34 ans)              | 1,82 m | 2019    | UD Lavadores        | -         |

## Infrastructure
Le club évolue au Palau d'Esports L'Illa de Benidorm